# Серый турач
Серый турач (лат. Ortygornis pondicerianus) — вид птиц из семейства фазановых (Phasianidae).

## Описание
Турач средних размеров. Длина тела самцов 29—34 см, самки несколько мельче. Вес 200—340 грамм (самки легче).
Птицы обычно кормятся на открытой местности или в кустарниковой степи. Их редко встречают на высотах выше 500 м в Индии и 1200 м в Пакистане. 
Их крики обычно слышны ранним утром. Серые турачи живут небольшими группами. Летают плохо, только на короткие дистанции, предпочитая прятаться от опасности в подлеске.
В северной Индии и Пакистане вид одомашнен и используется для боев.

## Классификация
Международный союз орнитологов выделяет три подвида:
- Ortygornis pondicerianus interpositus (Hartert, 1917) — восток Пакистана, север Индии, Непал
- Ortygornis pondicerianus mecranensis (Zarudny & Härms, 1913) — юг Ирана, юг Пакистана
- Ortygornis pondicerianus pondicerianus (J. F.  Gmelin, 1789) — юг Индии, Шри-Ланка

## Распространение
Ареал расположен южнее отрогов Гималаев и восточнее долины Инда, западнее Мьянмы. Также серые турачи обитают в северо-западной части Шри-Ланки. Популяции этих птиц интродуцированы на Андаманские острова и острова Чагос. В США интродуцированы в Неваде и на Гаваи вместе с несколькими другими видами турачей.

## В культуре
Об этой и похожих птицах писал Джон Локвуд Киплинг, отец Редьярда.